# Adham Makhadmeh
Adham Mohammad Tumah Makhadmeh (Irbid, Jordania - 13 de febrero de 1987) es un árbitro de fútbol jordano internacional desde el 2013 y arbitra en la Liga Premier de Jordania.

## Carrera

### Torneos de selecciones
Ha arbitrado en los siguientes torneos de selecciones nacionales:
- Campeonato de la SAFF
- Campeonato de Fútbol de la ASEAN
- Clasificación de AFC para la Copa Mundial de Fútbol para la Copa Mundial de Fútbol de 2018
- Campeonato Sub-23 de la AFC
- Copa Asiática
- Copa Mundial de Fútbol Sub-20 en el 2019 en Polonia[2]

### Torneos de clubes
Ha arbitrado en los siguientes torneos de internacionales de clubes:
- Liga de Campeones de la AFC
- Copa AFC
- Copa Presidente de la AFC
- Campeonato de Clubes Árabes

Fue árbitro principal en la primera final de la Liga de Campeones de la AFC 2017 disputado entre el Al-Hilal de Arabia Saudita y el Urawa Red Diamonds de Japón en el Estadio Rey Fahd de Riad.